# Naviglio
Le terme Naviglio (singulier de Navigli en italien), outre celui de désigner un groupe d’embarcations, est employé pour désigner les canaux artificiels de navigation ou d’irrigation. 
La morphologie du territoire italien est peu propice à la création de canaux du fait de la présence des Apennins qui isole le nord du sud et des Alpes qui isole l’Italie des autres pays européens. Seule la Plaine du Pô présente un terrain relativement plat permettant la navigation fluviale. Mais la nature des fleuves et leurs débits très variables, selon les saisons, posent d’énormes problèmes.
Les grands fleuves comme le Pô et ses affluents présentent, selon les saisons, des différences de niveau très élevées. Les efforts des hommes ont toujours porté vers l’amélioration de la navigabilité en régulant les débits par des canaux de dérivation depuis d’autres rivières et torrents, ainsi que l’édification de barrages pour retarder l’écoulement vers la mer (barrage de Volta Scirocco).

## Différents types de canaux

### Canaux d’assainissement
- canaux de bonification du Delta du Pô depuis l’époque romaine à nos jours. Assainissement des Valli di Comacchio.
- canaux de dérivation des fleuves Brenta, Bacchiglione et Piave pour ralentir l’ensablement de la Lagune de Venise.
- canaux de dérivation des crues du Reno dans le Pô par le Cavo Napoleonico en 1807.
- canaux d’assèchement de la Valle Padusa (partie sud du Delta du Pô), début du XVIIIe siècle, par le Cavo Benedettino qui détourne des eaux du Reno dans le Pô di Primaro.

### Canaux d’irrigation
- Canal Émilien Romagnol (XXe siècle) depuis Sant'Agostino jusqu’à Rimini pour irriguer les cultures du sud de la Romagne.

### Canaux stratégiques
- le Taglio di Porto Viro, en 1604, détournement des eaux du Pô principal vers Porto Viro par la République de Venise, sous prétexte de désensabler la lagune mais en réalité n’était que pour ensabler Porto Viro et cesser ses activités commerciales sur la Lombardie.
- canaux de détournement des eaux du Bacchiglione, dès 1139, par Vérone et Vicence pour priver d’eau les habitants de Padoue, qui se réapprovisionnèrent en eau en détournant les eaux de la Brenta en 1314.
- Le Fosso bergamasco, fossé creusé à la fin du XIIIe siècle par les Bergamasques pour faire frontière avec la province de Crémone et se prémunire contre les attaques.

### Navigli de Milan
Les Navigli de Milan sont des canaux artificiels construits entre 1179 (Naviglio Grande) et le XVIe siècle (Naviglio Martesana) qui permettaient de rejoindre Milan soit depuis le Tessin soit depuis l'Adda donc de communiquer entre le Lac Majeur (et la Suisse) et le Lac de Côme. Permettaient aussi de rejoindre le Pô en passant par Pavie.
Requalifiés dans la perspective de l'Expo 2015, les navigli sont destinés à devenir une des principales attractions touristico-culturelles du bassin milanais.

### Autres Navigli italiens
- À Milan et province:
  - Naviglio Pavese (1579-1819), navigation et irrigation, de Milan à Pavie
  - Naviglio Grande (1179- ) navigation de Milan au Lac Majeur
  - Naviglio Martesana (1457-1497), navigation Milan à Cassano d'Adda
  - Naviglio di Bereguardo (1420-1470), navigation de Abbiategrasso à Pavie;
  - Naviglio di Paderno (1520-1777), navigation sur l'Adda à Paderno d'Adda
  - Canale della Muzza (1220-1230), dérivation de l'Adda de Cassano d'Adda à Castiglione d'Adda (Pavie)
  - Canale Villoresi (1877-1880), canal d'irrigation du fleuve Tessin à l'Adda.
  - Cavo Redefossi (1783-1860), canal de dérivation des eaux du Seveso dans la Vettabia
  - Lambro méridional, dérivation des eaux de l'Olona  et des eaux de la Darsena dans la Lambro au sud de Milan.
  - Canal Scolmatore (1877-1890), dérivation de l'Olona et du Seveso dans le Tessin, de Paderno Dugnano à Abbiategrasso.

- À Crémone et province:
  - Naviglio di Cremona (1337), dérivation de l'Oglio dans le Pô
  - Naviglio Pallavicino (1512), irrigation et force motrice
  - Naviglio Nuovo Pallavicino
  - Naviglio della Melotta (1442), dérivation de l'Oglio dans le Naviglio di Cremona
  - Canale Vacchelli (1887-1892), irrigation, de l'Adda au naviglio di Cremona
  - Canale Navarolo (XVe siècle), drainage et assainissement

- À Mantoue :
  - Canale Bogina (1498), assainissement du Pô à l'Oglio

- À Brescia :
  - Naviglio di Brescia (époque romaine), navigation, force motrice, entre le Chies et l'Oglio

- À Parme [2]:
  - Canale Baganzale
  - Canale Branciforti
  - Canale di Busseto ou Pallavicino
  - Canale Chiavica
  - Canale di Carpaneto
  - Canale di Chiaravalle
  - Canale del Cinghio
  - Canale Comune issu de la Parma
  - Canale di Cortemaggiore
  - Canale del Duca ou Fontevivo issu du Taro
  - Canal Ducal issu de l'Enza
  - Canale di Calasso issu du Taro
  - Canale del Cambalone ou Gambalone
  - Canale di Guardasone
  - Canale del Lorno
  - Canale Maggiore issu de la Parma
  - Canale Mandelli
  - Canale Mansi
  - Canale della Marza
  - Canale naviglio del Taro
  - Naviglio navigabile issue de la Parma
  - Canale degli Otti Molini issu du Taro
  - Canale Sforzesco
  - Spelta issue de l'Enza
  - Canale di Vona
  - Canale di Torrechiara
  - Canaletto
  - Naviglio di Parma (1455), assainissement

- Province de Bologne
  - Les Canaux de Bologne
  - canale Navile (1208), navigation entre Bologne et le Pô
  - canale di Reno, approvisionnement en eau du réseau de canaux
  - canale di Savena, approvisionnement en eau du réseau de canaux
  - canale Cavaticcio, force motrice pour petits moulins
  - canale delle Moline, force motrice pour les 15 moulins à grains de Bologne
  - Port Navile (début XIIIe siècle), port fluvial de la ville de Bologne.
  - Canal des moulins d'Imola

- Province de Forlì-Cesena
  - canal des moulins de Cesena

- À Padoue :
  - Naviglio Interno (XVIe siècle), défense des murailles interne de la ville
  - Naviglio del Brenta
  - Canale Piovego

- À Bergame :
  - Fosso bergamasco (1267), canal stratégique entre l'Adda et l'Oglio

- À Ivrée :
  - Naviglio d'Ivrée, canal artificiel navigable(1468) et pour l'irrigation des rizières.